# Tim Brand
Timothy Daniel Brand (Gouda, 29 de novembro de 1998) é um jogador de hóquei sobre a grama australiano, medalhista olímpico.

## Carreira
Brand integrou a Seleção Australiana de Hóquei sobre a grama masculino nos Jogos Olímpicos de Verão de 2020 em Tóquio, quando conquistou a medalha de prata após confronto contra a equipe belga na final da competição.